# Santuário rupestre de Garfe
O Santuário rupestre de Garfe, também designado por Santuário de Garfe e Penedo das Pias, é um sítio arqueológico localizado no lugar da Pena, freguesia de Garfe, no município de Póvoa de Lanhoso.
Está implantado num afloramento granítico, de forma tendencialmente circular e superfície arredondada, apresentando no topo três tanques escavados: o maior em forma de T, o segundo mais pequeno e menos profundo, de forma retangular, paralelo ao primeiro, e o terceiro, também retangular, colocado perpendicular aos dois primeiros.
Na envolvente, são percetíveis entalhes e outras estruturas/sepulturas escavadas nas rochas, sugerindo um santuário maior e mais complexo.
Pelo material cerâmico disperso na envolvente, e por comparação com o Santuário de Panóias, em Vila Real, tem-se atribuído a sua edificação ao período romano.
Em 30 de março de 2020 foi classificado como Sítio de Interesse Público devido ao seu “testemunho simbólico ou religioso” e ao “valor estético técnico”.